# Calidris
Calidris és un gènere d'ocells de l'ordre dels caradriformes i de la família dels escolopàcids. Sovint es coneixen amb els noms comuns de territ o corriol, tot i que aquests noms també s'apliquen a ocells d'altres gèneres, com Limicola (vegeu Limícoles) o Tryngites.

## Característiques
Són ocells que viuen a les zones litorals i aiguamolls emparentats amb els picaplatges. Totes les espècies passen l'època de reproducció a l'Àrtida durant l'estiu.

## Taxonomia
N'hi ha 24 espècies:
- territ acuminat (Calidris acuminata).
- territ de tres dits (Calidris alba).
- territ variant (Calidris alpina).
- territ de Baird (Calidris bairdii).
- territ gros (Calidris canutus).
- territ becadell (Calidris falcinellus).
- territ becllarg (Calidris ferruginea).
- territ cuablanc (Calidris fuscicollis).
- territ camallarg (Calidris himantopus).
- territ fosc (Calidris maritima).
- territ d'Alaska (Calidris mauri).
- territ pectoral (Calidris melanotos).
- territ menut comú (Calidris minuta).
- territ menut del Canadà (Calidris minutilla).
- territ roquer (Calidris ptilocnemis).
- batallaire (Calidris pugnax).
- territ semipalmat (Calidris pusilla).
- territ becplaner (Calidris pygmaea).
- territ gorja-roig (Calidris ruficollis).
- territ menut siberià (Calidris subminuta).
- territ rogenc (Calidris subruficollis).
- territ de Temminck (Calidris temminckii).
- territ de Bering (Calidris tenuirostris).
- territ trencaones (Calidris virgata).